# Copa Libertadores Femenina 2020
La Copa Libertadores Femenina 2020 (en portugués: Copa Libertadores da América de Futebol Feminino de 2020), denominada oficialmente Copa Conmebol Libertadores Femenina 2020, fue la duodécima edición del mayor campeonato de clubes femeninos en Sudamérica organizado por la Conmebol.
Fue la primera edición que se disputó en Argentina.
La edición 2020 del torneo originalmente se iba a realizar en Chile, programada para entre el 25 de septiembre y el 11 de octubre de 2020. Sin embargo, la CONMEBOL lo pospuso el 19 de junio de 2020 debido a la pandemia de COVID-19, provisionalmente hasta principios de 2021. El 20 de noviembre de 2020, la CONMEBOL anunció que la edición 2021 del torneo se llevaría a cabo en Argentina, prevista entre el 5 y 21 de marzo de 2021. Esto significó que el torneo no se llevó a cabo en el año natural de 2020.
Originalmente los equipos participantes debian solicitar una licencia para competir en este torneo, pero este requisito fue suspendido debido a la naturaleza excepcional de la situación generada por la pandemia COVID-19.
Ferroviária se consagró campeón de la copa por segunda vez tras vencer al América de Cali por 2-1 en la final.

## Cupos por país
Los siguientes 16 equipos de las 10 federaciones afiliadas a la CONMEBOL calificarán para el torneo:
- Los campeones de las 10 asociaciones que conforman la CONMEBOL,
- el campeón de la edición anterior,
- un equipo adicional del país anfitrión;
- y un representante adicional de las cuatro federaciones que han obtenido un campeón, hasta la edición 2019: CBF, APF, FCF, y FFCh.

## Formato
El torneo se jugará en una sola sede como se hace desde su primera edición. Para la fase de grupos, los 16 equipos se dividen en cuatro grupos. Los equipos de cada grupo juegan entre sí, en el formato todos contra todos. Los dos mejores equipos de cada grupo avanzan a los cuartos de final. A partir de los cuartos de final, los equipos juegan partidos de eliminación directa.

## Equipos participantes
En cursiva los equipos debutantes en el torneo.
| País                              | Equipo                                  | Vía de clasificación |
| --------------------------------- | --------------------------------------- | --- |
| Argentina 1 cupo + país anfitrión | Boca Juniors River Plate                | Ganador de la primera etapa del Campeonato 2019-2020 y campeón del Torneo de Transición 2020 Subcampeón del Torneo de Transición 2020 |
| Bolivia 1 cupo                    | Deportivo Trópico                       | Campeón del Campeonato Boliviano 2020                                                                                                 |
| Brasil 2 cupos + campeón vigente  | Corinthians Ferroviária Kindermann-Avaí | Ganador de la Copa Libertadores Femenina 2019 Ganador del Campeonato Brasileño 2019 3° lugar del Campeonato Brasileño 2019            |
| Chile 2 cupos                     | Santiago Morning Universidad de Chile   | Ganador del Campeonato Nacional de Chile 2019 Ganador del Play-offs para la Copa Conmebol Libertadores 2020                           |
| Colombia 2 cupos                  | Santa Fe América de Cali                | Campeón de la Liga Profesional de Colombia 2020 Subcampeón de la Liga Profesional de Colombia 2020                                    |
| Ecuador 1 cupo                    | El Nacional                             | Campeón de la Súperliga Ecuatoriana de Futbol 2020                                                                                    |
| Paraguay 2 cupos                  | Libertad-Limpeño Sol de América         | Campeón del Campeonato Paraguayo 2019 Subcampeón del Campeonato Paraguayo 2019                                                        |
| Perú 1 cupo                       | Universitario                           | Campeón del Campeonato Nacional del Perú 2019                                                                                         |
| Uruguay 1 cupo                    | Peñarol                                 | Campeón del Campeonato Uruguayo 2019                                                                                                  |
| Venezuela 1 cupo                  | Atlético SC                             | Campeón del Torneo Invitacional Femenino 2021                                                                                         |

## Sedes
Los partidos se jugarán en el Estadio José Amalfitani en Buenos Aires y el Estadio Nuevo Francisco Urbano en Morón.
| Argentina                      |                         |
| Provincia de Buenos Aires      | Ciudad de Buenos Aires  |
| Estadio Nuevo Francisco Urbano | Estadio José Amalfitani |
| Capacidad: 32 350              | Capacidad: 49 540       |
|                                |                         |

## Sorteo
Los equipos se dividieron en cuatro botes con cuatro equipos cada uno, y los equipos de un mismo país no podían caer en el mismo grupo. El actual campeón de la competición y el equipo representativo 1 del país anfitrión se colocaron automáticamente en el primer bombo, en las posiciones A1 y B1, respectivamente. Los campeones brasileños y colombianos completaron el bombo. Los otros equipos se ubicaron de acuerdo con la posición de su federación en el torneo anterior, y los lugares adicionales de Brasil, Chile, Colombia y Paraguay se asignaron al bombo 4. 
| Bombo 1                                               | Bombo 2                                                           | Bombo 3                                                     | Bombo 4                                                                     |
| ----------------------------------------------------- | ----------------------------------------------------------------- | ----------------------------------------------------------- | --------------------------------------------------------------------------- |
| - Corinthians - Boca Juniors - Ferroviária - Santa Fe | - Libertad-Limpeño - El Nacional - Atlético SC - Santiago Morning | - Peñarol - Deportivo Trópico - Universitario - River Plate | - Kindermann-Avaí - Universidad de Chile - América de Cali - Sol de America |

## Fase de grupos

### Grupo A
| Equipo          | Pts. | PJ | PG | PE | PP | GF | GC | Dif. |
| --------------- | ---- | -- | -- | -- | -- | -- | -- | ---- |
| Corinthians     | 9    | 3  | 3  | 0  | 0  | 27 | 0  | +27  |
| América de Cali | 6    | 3  | 2  | 0  | 1  | 10 | 4  | +6   |
| Universitario   | 1    | 3  | 0  | 1  | 2  | 1  | 14 | –13  |
| El Nacional     | 1    | 3  | 0  | 1  | 2  | 2  | 22 | –20  |

| 5 de marzo de 2021, 17:00 | Corinthians | 16:0 (4:0) | El Nacional | Estadio Nuevo Francisco Urbano, Morón |                               |
|                           | Victória 4', 51', 85' · Crivelari 10', 19' · Pardal 14' · Tamires 59' · Poliana 61' · Gabi Zanotti 63' · Gabi Nunes 70', 74', 79' · Adriana 80' · Grazielle 83', 84', 90' | Reporte    |             | Árbitra: María Belén Carvajal         | Árbitra: María Belén Carvajal |

| 5 de marzo de 2021, 19:30 | Universitario | 0:5 (0:3) | América de Cali                                   | Estadio Nuevo Francisco Urbano, Morón |                         |
|                           |               | Reporte   | González 8', 33', 51' · Arias 15' · Guarecuco 75' | Árbitra: Adriana Farfán               | Árbitra: Adriana Farfán |

| 8 de marzo de 2021, 17:00 | Corinthians                                                                                | 8:0 (4:0) | Universitario | Estadio Nuevo Francisco Urbano, Morón |                          |
|                           | Grazielle 2', 37', 90' · Gabi Nunes 12', 56' · Crivelari 41' · Andressinha 53' · Diany 86' | Reporte   |               | Árbitra: Anahí Fernández              | Árbitra: Anahí Fernández |

| 8 de marzo de 2021, 19:30 | El Nacional | 1:5 (1:2) | América de Cali                                                | Estadio Nuevo Francisco Urbano, Morón |                             |
|                           | González 5' | Reporte   | Iglesias 19' · Ospina 25' · G. Rodríguez 75', 90+2' · Usme 82' | Árbitra: Roberta Echeverría           | Árbitra: Roberta Echeverría |

| 11 de marzo de 2021, 17:00 | América de Cali | 0:3 (0:0) | Corinthians                                | Estadio Nuevo Francisco Urbano, Morón |                         |
|                            |                 | Reporte   | Crivelari 51' · Adriana 70' · Campiolo 80' | Árbitra: Adriana Farfán               | Árbitra: Adriana Farfán |

| 11 de marzo de 2021, 17:00 | El Nacional | 1:1 (0:0) | Universitario | Estadio José Amalfitani, Buenos Aires |                              |
|                            | Villa 72'   | Reporte   | Canales 89'   | Árbitra: María Victoria Daza          | Árbitra: María Victoria Daza |

### Grupo B
| Equipo            | Pts. | PJ | PG | PE | PP | GF | GC | Dif. |
| ----------------- | ---- | -- | -- | -- | -- | -- | -- | ---- |
| Boca Juniors      | 7    | 3  | 2  | 1  | 0  | 12 | 2  | +10  |
| Santiago Morning  | 5    | 3  | 1  | 2  | 0  | 10 | 1  | +9   |
| Kindermann-Avaí   | 4    | 3  | 1  | 1  | 1  | 8  | 1  | +7   |
| Deportivo Trópico | 0    | 3  | 0  | 0  | 3  | 1  | 27 | –26  |

| 5 de marzo de 2021, 17:00 | Deportivo Trópico | 0:8 (0:5) | Kindermann-Avaí                                                      | Estadio José Amalfitani, Buenos Aires |                          |
|                           |                   | Reporte   | Lelê 7', 28', 39', 90+2' · Camila 31' · Larissa 34', 76' · Vilma 86' | Árbitra: Anahí Fernández              | Árbitra: Anahí Fernández |

| 5 de marzo de 2021, 19:30 | Boca Juniors | 1:1 (0:0) | Santiago Morning | Estadio José Amalfitani, Buenos Aires |                          |
|                           | Quiñones 57' | Reporte   | Galaz 82'        | Árbitra: Emikar Calderas              | Árbitra: Emikar Calderas |

| 8 de marzo de 2021, 17:00 | Santiago Morning | 0:0     | Kindermann-Avaí | Estadio José Amalfitani, Buenos Aires |                              |
|                           |                  | Reporte |                 | Árbitra: María Victoria Daza          | Árbitra: María Victoria Daza |

| 8 de marzo de 2021, 19:30 | Boca Juniors                                                                                             | 10:1 (6:0) | Deportivo Trópico | Estadio José Amalfitani, Buenos Aires |                         |
|                           | Troncoso 11' · Y. Rodríguez 20', 41', 56' · Huber 24' · Vallejos 27', 29', 79' · Palomar 62' · Ojeda 66' | Reporte    | Mejía 55'         | Árbitra: Helena Cantero               | Árbitra: Helena Cantero |

| 11 de marzo de 2021, 19:30 | Santiago Morning                                                                         | 9:0 (7:0) | Deportivo Trópico | Estadio Nuevo Francisco Urbano, Morón |                          |
|                            | Hix 11' · Villamizar 12', 27' · Araya 29' · Pardo 34' · Fajre 35', 44' · Soruco 46', 71' | Reporte   |                   | Árbitra: Emikar Calderas              | Árbitra: Emikar Calderas |

| 11 de marzo de 2021, 19:30 | Kindermann-Avaí | 0:1 (0:0) | Boca Juniors     | Estadio José Amalfitani, Buenos Aires |                            |
|                            |                 | Reporte   | Y. Rodríguez 85' | Árbitra: Elizabeth Tintaya            | Árbitra: Elizabeth Tintaya |

### Grupo C
| Equipo         | Pts. | PJ | PG | PE | PP | GF | GC | Dif. |
| -------------- | ---- | -- | -- | -- | -- | -- | -- | ---- |
| River Plate    | 7    | 3  | 2  | 1  | 0  | 4  | 0  | +4   |
| Santa Fe       | 6    | 3  | 2  | 0  | 1  | 5  | 1  | +4   |
| Sol de América | 4    | 3  | 1  | 1  | 1  | 2  | 2  | 0    |
| Atlético SC    | 0    | 3  | 0  | 0  | 3  | 1  | 9  | –8   |

| 6 de marzo de 2021, 17:00 | Santa Fe                                       | 4:0 (0:0) | Atlético SC | Estadio Nuevo Francisco Urbano, Morón |                         |
|                           | Ariza 65' · Gauto 67' · Páez 71' · Morales 85' | Reporte   |             | Árbitra: Charly Deretti               | Árbitra: Charly Deretti |

| 6 de marzo de 2021, 19:30 | River Plate | 0:0     | Sol de América | Estadio Nuevo Francisco Urbano, Morón |                            |
|                           |             | Reporte |                | Árbitra: Elizabeth Tintaya            | Árbitra: Elizabeth Tintaya |

| 9 de marzo de 2021, 17:00 | Atlético SC | 1:2 (0:1) | Sol de América | Estadio Nuevo Francisco Urbano, Morón |                         |
|                           | Bandres 72' | Reporte   | Lema 5', 90+2' | Árbitra: Adriana Farfán               | Árbitra: Adriana Farfán |

| 9 de marzo de 2021, 19:30 | Santa Fe | 0:1 (0:0) | River Plate      | Estadio Nuevo Francisco Urbano, Morón |                               |
|                           |          | Reporte   | Birizamberri 72' | Árbitra: María Belén Carvajal         | Árbitra: María Belén Carvajal |

| 12 de marzo de 2021, 19:30 | Atlético SC | 0:3 (0:1) | River Plate                              | Estadio Nuevo Francisco Urbano, Morón |                          |
|                            |             | Reporte   | Costa 1' · Del Trecco 43' · Martelli 82' | Árbitra: Anahí Fernández              | Árbitra: Anahí Fernández |

| 12 de marzo de 2021, 19:30 | Sol de América | 0:1 (0:0) | Santa Fe  | Estadio José Amalfitani, Buenos Aires |                         |
|                            |                | Reporte   | Celis 87' | Árbitra: Charly Deretti               | Árbitra: Charly Deretti |

### Grupo D
| Equipo               | Pts. | PJ | PG | PE | PP | GF | GC | Dif. |
| -------------------- | ---- | -- | -- | -- | -- | -- | -- | ---- |
| Universidad de Chile | 6    | 3  | 2  | 0  | 1  | 7  | 4  | +3   |
| Ferroviária          | 4    | 3  | 1  | 1  | 1  | 5  | 6  | –1   |
| Libertad-Limpeño     | 4    | 3  | 1  | 1  | 1  | 4  | 5  | –1   |
| Peñarol              | 2    | 3  | 0  | 2  | 1  | 1  | 2  | –1   |

| 6 de marzo de 2021, 17:00 | Ferroviária | 0:4 (0:3) | Libertad-Limpeño                          | Estadio José Amalfitani, Buenos Aires |                                |
|                           |             | Reporte   | Peña 8', 40' · Benítez 19' · Sandoval 68' | Árbitra: María Laura Fortunato        | Árbitra: María Laura Fortunato |

| 6 de marzo de 2021, 19:30 | Peñarol | 0:1 (0:0) | Universidad de Chile | Estadio José Amalfitani, Buenos Aires |                              |
|                           |         | Reporte   | Oviedo 88'           | Árbitra: María Victoria Daza          | Árbitra: María Victoria Daza |

| 9 de marzo de 2021, 17:00 | Ferroviária  | 1:1 (0:0) | Peñarol    | Estadio José Amalfitani, Buenos Aires |                          |
|                           | Monalisa 74' | Reporte   | Aquino 58' | Árbitra: Emikar Calderas              | Árbitra: Emikar Calderas |

| 9 de marzo de 2021, 19:30 | Libertad-Limpeño | 0:5 (0:3) | Universidad de Chile                              | Estadio José Amalfitani, Buenos Aires |                            |
|                           |                  | Reporte   | Zamora 18', 43', 40' · Oviedo 54' · Fernández 69' | Árbitra: Elizabeth Tintaya            | Árbitra: Elizabeth Tintaya |

| 12 de marzo de 2021, 17:00 | Libertad-Limpeño | 0:0     | Peñarol | Estadio Nuevo Francisco Urbano, Morón |                                |
|                            |                  | Reporte |         | Árbitra: María Laura Fortunato        | Árbitra: María Laura Fortunato |

| 12 de marzo de 2021, 17:00 | Universidad de Chile | 1:4 (1:1) | Ferroviária                                        | Estadio José Amalfitani, Buenos Aires |                          |
|                            | Oviedo 42'           | Reporte   | Ana Alice 41', 56' · Nicoly 62' · Rafa Mineira 88' | Árbitra: Salomé Di Iorio              | Árbitra: Salomé Di Iorio |

## Fase final
|  | Cuartos de final     | Cuartos de final |                      |             | Semifinales | Semifinales |             |                 | Final                | Final |  |
|  |                      |                  |                      |             |             |             |             |                 |                      |       |  |
|  |                      |                  |                      |             |             |             |             |                 |                      |       |  |
|  | Corinthians          | 7                |                      |             |             |             |             |                 |                      |       |  |
|  | Corinthians          | 7                |                      |             |             |             |             |                 |                      |       |  |
|  | Santiago Morning     | 0                |                      |             |             |             |             |                 |                      |       |  |
|  | Santiago Morning     | 0                |                      | Corinthians | 1 (3)       |             |             |                 |                      |       |  |
|  |                      |                  |                      | Corinthians | 1 (3)       |             |             |                 |                      |       |  |
|  |                      |                  | América de Cali      | 1 (4)       |             |             |             |                 |                      |       |  |
|  | Boca Juniors         | 1                | América de Cali      | 1 (4)       |             |             |             |                 |                      |       |  |
|  | Boca Juniors         | 1                |                      |             |             |             |             |                 |                      |       |  |
|  | América de Cali      | 2                |                      |             |             |             |             |                 |                      |       |  |
|  | América de Cali      | 2                |                      |             |             |             |             | América de Cali | 1                    |       |  |
|  |                      |                  |                      |             |             |             |             | América de Cali | 1                    |       |  |
|  |                      |                  | Ferroviária          | 2           |             |             |             |                 |                      |       |  |
|  | River Plate          | 0                | Ferroviária          | 2           |             |             |             |                 |                      |       |  |
|  | River Plate          | 0                |                      |             |             |             |             |                 |                      |       |  |
|  | Ferroviária          | 1                |                      |             |             |             |             |                 |                      |       |  |
|  | Ferroviária          | 1                |                      | Ferroviária | 0 (7)       |             |             | Tercer lugar    | Tercer lugar         |       |  |
|  |                      |                  |                      | Ferroviária | 0 (7)       |             |             | Tercer lugar    | Tercer lugar         |       |  |
|  |                      |                  | Universidad de Chile | 0 (6)       |             |             |             |                 |                      |       |  |
|  | Universidad de Chile | 3                | Universidad de Chile | 0 (6)       |             |             | Corinthians | 4               |                      |       |  |
|  | Universidad de Chile | 3                |                      |             |             |             | Corinthians | 4               |                      |       |  |
|  | Santa Fe             | 1                |                      |             |             |             |             |                 | Universidad de Chile | 0     |  |
|  | Santa Fe             | 1                |                      |             |             |             |             |                 | Universidad de Chile | 0     |  |
|  |                      |                  |                      |             |             |             |             |                 |                      |       |  |

### Cuartos de final
| 14 de marzo de 2021, 17:00 | Corinthians                                                                           | 7:0 (4:0) | Santiago Morning | Estadio José Amalfitani, Buenos Aires |                          |
|                            | Gabi Nunes 16', 22' · Grazielle 21' · Crivelari 24' · Victória 51', 64' · Adriana 78' | Reporte   |                  | Árbitra: Anahí Fernández              | Árbitra: Anahí Fernández |

| 14 de marzo de 2021, 19:30 | Boca Juniors | 1:2 (0:0) | América de Cali  | Estadio José Amalfitani, Buenos Aires |                               |
|                            | Palomar 78'  | Reporte   | Robledo 75', 89' | Árbitra: María Belén Carvajal         | Árbitra: María Belén Carvajal |

| 15 de marzo de 2021, 17:00 | Universidad de Chile                   | 3:1 (1:1) | Santa Fe   | Estadio Nuevo Francisco Urbano, Morón |                                |
|                            | Gutiérrez 7' · López 53' · Pinilla 85' | Reporte   | Acosta 28' | Árbitra: María Laura Fortunato        | Árbitra: María Laura Fortunato |

| 15 de marzo de 2021, 19:30 | River Plate | 0:1 (0:1) | Ferroviária   | Estadio Nuevo Francisco Urbano, Morón |                          |
|                            |             | Reporte   | Ana Alice 45' | Árbitra: Emikar Calderas              | Árbitra: Emikar Calderas |

### Semifinales
| 17 de marzo de 2021, 17:00 | Corinthians                                         | 1:1 (0:0) (3:4 p.)         | América de Cali                         | Estadio Nuevo Francisco Urbano, Morón |                         |
|                            | Tamires 57'                                         | Reporte                    | Guarecuco 90+3'                         | Árbitra: Adriana Farfán               | Árbitra: Adriana Farfán |
|                            |                                                     | Tiros desde el punto penal |                                         |                                       |                         |
|                            | Pardal · Juliete · Gabi Nunes · Adriana · Grazielle |                            | Usme · G. Rodríguez · Iglesias · Ospina |                                       |                         |

| 18 de marzo de 2021, 17:00 | Ferroviária | 0:0 (7:6 p.)               | Universidad de Chile                                                                     | Estadio Nuevo Francisco Urbano, Morón |                          |
|                            | | Reporte                    |                                                                                          | Árbitra: Anahí Fernández              | Árbitra: Anahí Fernández |
|                            | | Tiros desde el punto penal |                                                                                          |                                       |                          |
|                            | Luana Sartório · Daiane · Yasmin Cosmann · Géssica · Lurdinha · Duda Batista · Ana Alice · Amanda Brunner · Patrícia Sochor |                            | Zamora · Oviedo · Gutiérrez · Pinilla · Guerrero · López · Fernández · Sánchez · Ramírez |                                       |                          |

### Tercer lugar
| 21 de marzo de 2021, 17:00 | Corinthians                                   | 4:0 (1:0) | Universidad de Chile | Estadio José Amalfitani, Buenos Aires |                          |
|                            | Adriana 34' · Victória 65', 88' · Juliete 74' |           |                      | Árbitra: Salomé Di Iorio              | Árbitra: Salomé Di Iorio |

### Final
| 21 de marzo de 2021, 19:45 | América de Cali | 1:2 (1:2) | Ferroviária                        | Estadio José Amalfitani, Buenos Aires |                               |
|                            | Usme 39'        | Reporte   | Patrícia Sochor 7' · Ana Alice 42' | Árbitra: María Belén Carvajal         | Árbitra: María Belén Carvajal |

|                                |
| Bandera de Brasil              |
| Campeón Ferroviária 2.º título |

## Estadísticas

### Tabla general
A continuación se muestra la tabla de posiciones segmentada acorde a las fases alcanzadas por los equipos.
| Pos. | Equipo               | Pts. | PJ | PG | PE | PP | GF | GC | Dif. | Rend.  |
| ---- | -------------------- | ---- | -- | -- | -- | -- | -- | -- | ---- | ------ |
| 1    | Ferroviária          | 11   | 6  | 3  | 2  | 1  | 8  | 7  | 1    | 53,33% |
| 2    | América de Cali      | 10   | 6  | 3  | 1  | 1  | 14 | 8  | 6    | 52,67% |
| 3    | Corinthians          | 16   | 6  | 5  | 1  | 0  | 39 | 1  | 38   | 90,67% |
| 4    | Universidad de Chile | 10   | 6  | 3  | 1  | 2  | 10 | 9  | 1    | 52,67% |
| 5    | Boca Juniors         | 7    | 4  | 2  | 1  | 1  | 12 | 4  | 8    | 67,55% |
| 6    | River Plate          | 7    | 4  | 2  | 1  | 1  | 4  | 1  | 3    | 67,55% |
| 7    | Santa Fe             | 6    | 4  | 2  | 0  | 2  | 6  | 4  | +2   | 50%    |
| 8    | Santiago Morning     | 5    | 4  | 1  | 2  | 1  | 10 | 8  | +2   | 55,55% |
| 9    | Kindermann-Avaí      | 4    | 3  | 1  | 1  | 1  | 8  | 1  | +7   | 33,33% |
| 10   | Sol de América       | 4    | 3  | 1  | 1  | 1  | 2  | 2  | 0    | 22,22% |
| 11   | Libertad-Limpeño     | 4    | 3  | 1  | 1  | 1  | 4  | 5  | −1   | 22,22% |
| 12   | Peñarol              | 2    | 3  | 0  | 2  | 1  | 1  | 2  | −1   | 11,11% |
| 13   | Universitario        | 1    | 3  | 0  | 1  | 2  | 1  | 14 | −13  | 11,11% |
| 14   | El Nacional          | 1    | 3  | 0  | 1  | 2  | 2  | 22 | −20  | 11,11% |
| 15   | Atlético SC          | 0    | 3  | 0  | 0  | 3  | 1  | 9  | −8   | 0%     |
| 16   | Deportivo Trópico    | 0    | 3  | 0  | 0  | 3  | 1  | 27 | −26  | 0%     |

### Goleadoras
| Jugadora           | Equipo               | Goles |
| ------------------ | -------------------- | ----- |
| Grazielle          | Corinthians          | 7     |
| Gabi Nunes         | Corinthians          | 7     |
| Victória           | Corinthians          | 7     |
| Giovanna Crivelari | Corinthians          | 5     |
| Lelê               | Kindermann-Avaí      | 4     |
| Yamila Rodríguez   | Boca Juniors         | 4     |
| Adriana            | Corinthians          | 4     |
| Ana Alice          | Ferroviária          | 3     |
| Manuela González   | América de Cali      | 3     |
| Fabiana Vallejos   | Boca Juniors         | 3     |
| Daniela Zamora     | Universidad de Chile | 3     |
| Yael Oviedo        | Universidad de Chile | 3     |

## Premios y reconocimientos

### Mejor Jugadora
| Premio                     | Jugadora      | Equipo          |
| -------------------------- | ------------- | --------------- |
| Mejor Jugadora del torneo  | Catalina Usme | América de Cali |
| Mejor Jugadora de la Final | Catalina Usme | América de Cali |

### Once Ideal
La CONMEBOL publicó el Once Ideal del torneo, con 4 jugadoras representando al Corinthians, 3 al América de Cali, 2 a la Universidad de Chile, y 2 al campeón Ferroviária.
| Posición       | Jugadora                                       | Equipo                                                       |
| -------------- | ---------------------------------------------- | ------------------------------------------------------------ |
| Arquera        | Natalia Campos                                 | Universidad de Chile                                         |
| Defensoras     | Tamires Daniela Arias Carla Guerrero Fernandes | Corinthians América de Cali Universidad de Chile Corinthians |
| Mediocampistas | Andressinha Luana Catalina Usme                | Corinthians Ferroviária América de Cali                      |
| Delanteras     | Aline Milene Gisela Robledo Gabi Nunes         | Ferroviária América de Cali Corinthians                      |